# Umberto Savoja

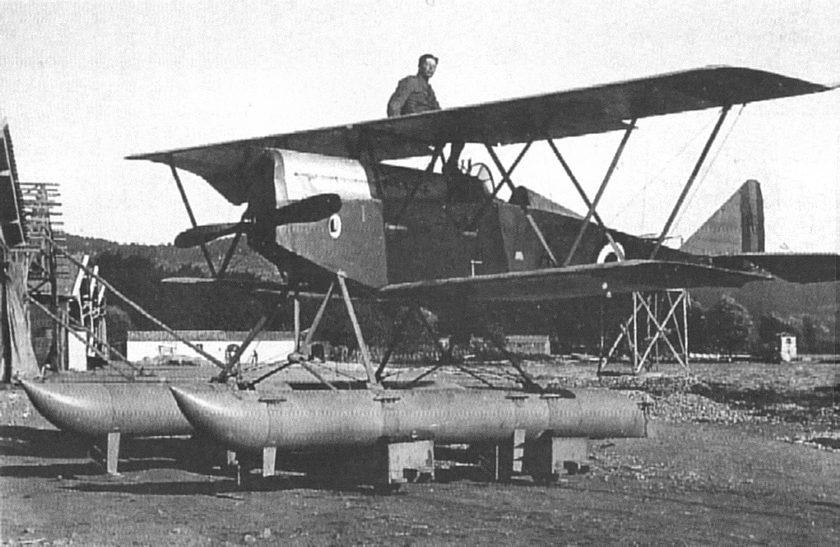
L'Ansaldo I S.V.A. qui in versione idrovolante.

Umberto Savoja (Torino, 4 febbraio 1872 – Lido di Camaiore, 4 giugno 1954) è stato un ingegnere aeronautico e militare italiano.
Fu un pioniere dell'aviazione.

## Biografia
Nel 1901 entra all'Accademia militare di Torino e si specializza nella Scuola di applicazione di Artiglieria e Genio, per divenire nel 1906 tenente del genio nel 5º reggimento minatori.
Nel 1908 inizia l'esperienza aeronautica, quando viene assegnato al Battaglione specialisti del Genio come pilota di aerostato. All'apertura della prima scuola di aviazione italiana ad opera del Club degli Aviatori di Roma Savoja prende parte alla prima serie di voli sotto la guida di Wilbur Wright. Nel 1909 il 1º aprile con il primo volo in Italia a Centocelle organizzato dal maggiore Mario Moris, si qualifica con il grado di Tenente pilota del Regio Esercito e il 4 luglio 1910 ottiene il brevetto da pilota n°4, dopo il Tenente di Vascello Mario Calderara con il brevetto da pilota n°1 della Regia Marina suo istruttore finale dopo Wilbur Wright.
All'attività di ufficiale pilota affianca quella di progettista e costruttore, creando un'officina per la costruzione e la riparazione degli aeroplani necessari alla scuola sotto il comando del generale Giovanni Battista Marieni e del maggiore Douhet alla nuova direzione generale dell'aviazione. Promosso capitano il 31 dicembre 1912.
Lascia l'aviazione per un breve periodo nel 1914, per frequentare i corsi della Scuola di Guerra del Regio Esercito.
Come Ufficiale del Genio del Servizio Aeronautico, è stato a capo della "Direzione Tecnica dell'Aviazione Militare" fino al 1917, con i compiti di sovrintendere, valutare e controllare la produzione industriale. Progettista dei nuovi modelli di aeroplani: S.P.2 e S.P.3 (Savoia-Pomilio) e la famiglia di aeroplani S.V.A. (Savoia-Verduzio-Ansaldo), le sue realizzazioni più famose. Lo SVA (Savoja, Verduzio, Ansaldo) fu utilizzato per il volo su Vienna e il raid storico Roma-Tokio.
Intraprende inoltre anche lo studio di programmi per la costruzione di materiali aeronautici militari, ma in seguito a disaccordi sul programma chiede ed ottiene di lasciare l'aviazione per avere il comando di un battaglione di zappatori della 3ªArmata, con il quale partecipa alla Battaglia del Piave. Nel 1917 è alla Direzione tecnica dell’aviazione militare di Torino.
Alla fine del primo conflitto diviene insegnante presso la Scuola di Guerra dell'esercito di Torino, con il grado di colonnello. Nel novembre del 1921 aveva intanto completato gli studi universitari laureandosi in ingegneria civile presso il Politecnico di Torino.
Dal 1928 è vice ispettore all'Ispettorato tecnico automobilistico del Regio esercito. 
Nel 1929 ha lasciato la carriera militare per divenire Direttore di Fiat Aviazione. Fu per molti anni direttore tecnico della società SIAI-Marchetti.

## Onorificenze

### Straniere
- Ordine del Sacro Tesoro
- Ordine di Wen-Hu
- Ordine al merito militare di Spagna

## Brevetti e progetti
- Brevetto carrello
- Savoia-Pomilio
- Savoia-Verduzi-Ansaldo